# Chlorostilbon auriceps
Chlorostilbon auriceps е вид птица от семейство Колиброви (Trochilidae).

## Разпространение
Видът е разпространен в Мексико.